# Jevgenij Prigozjin
Jevgenij Viktorovitj Prigozjin (ryska: Евге́ний Ви́кторович Приго́жин, [prɪˈɡoʐɪn]), född 1 juni 1961 i Leningrad, Ryska SFSR, Sovjetunionen, död 23 augusti 2023 i Tver oblast, Ryssland, var en rysk krögare, affärsman och oligark som var känd som grundare av och ledare för den paramilitära organisationen Wagnergruppen. 
Prigozjin, som har fått smeknamnet ”Putins kock”, var även grundare av den ryska trollfabriken Agentstvo Internet-Issledovanij i Sankt Petersburg. Han har som Wagnergruppens ledare fått en viktig roll i Rysslands invasion av Ukraina, bland annat genom att rekrytera soldater till kriget från ryska fängelser.
Prigozjin omkom i en flygkrasch utanför Moskva den 23 augusti 2023.

## Biografi
Jevgenij Prigozjin gick på Idrottsinternatskola nr 62 och tränade till professionell längdskidlöpare, innan han dömdes i Leningrad till två och ett halvt års villkorligt fängelse för stöld år 1979. År 1981 dömdes han till ytterligare tolv års fängelse för rån, svindel och befattning med prostitution av minderåriga. Han kom totalt att avtjäna nio år i fängelse. Han började därefter 1990 sälja varmkorv, en verksamhet som expanderade till livsmedelskedjan Kontrasta. Han grundade senare en restaurangkedja i Sankt Petersburg och Moskva. Han har också utbildat sig till farmaceut vid Leningrads kemisk-farmaceutiska institut.
I december 1996 öppnade han lyxrestaurangen Staraja tamozjnja (”Gamla vanor”) i Sankt Petersburg, och senare tre restauranger i samma stad: Sem sorok (”Sju och fyrtio”), Stroganovskij dvorets (”Stroganoff-palatset”) och Russkij kittj (”Rysk kitsch”), samt innekrogen ”New Island” på ett fartyg, ombord på vilket Vladimir Putin bjöd George W. Bush på en måltid i maj 2002. Han byggde också från 1997 upp cateringföretaget Konkord kejtering (”Konkord catering”), som haft många större kontrakt för statliga institutioner som skolor och militärförläggningar. Fram till 2010 hade den ryska armén själv tillagat sin mat med hjälp av värnpliktiga, men därefter levererades mat av privata företag.

## Wagnergruppen
EU beslöt i oktober 2020 att införa sanktioner mot Jevgenij Prigozjin som den del av dess beslut med anledning av mordförsöket på Aleksej Navalnyj. Han tilläts inte resa in i EU eller disponera bankmedel inom EU. Bakgrunden var Prigozjins nära förbindelser med Wagnergruppen. Också USA införde genom det amerikanska finansministeriet sanktioner i april 2021, i linje med EU:s beslut.
I september 2022 bekräftade Prigozjin att han är Wagnergruppens grundare.

## Död
Strax efter klockan 18, lokal tid, onsdagen den 23 augusti 2023 kom de första uppgifterna om att ett privatflygplan hade störtat utanför Moskva där samtliga tio ombord omkom, däribland Prigozjin och flera personer som ansågs stå honom nära. Enligt data från Flightradar 24 steg och sjönk planet snabbt innan det störtade mot marken och enligt en amerikansk flygexpert var detta ett tecken på att piloten hade förlorat kontrollen över planet. Det kan ha varit konsekvensen av att planet beskjutits alternativt att en flygplansdel hade lossnat. Tankesmedjan Institute for the Study of War (ISW) menar att det genom ryska källor finns bilder som visar att planet skjutits ner av två luftvärnsrobotar av typen S-300. En talesperson för USA:s försvarsdepartement menade dock att uppgifterna om att det skulle röra sig om luftvärn var otillförlitliga. Flera bedömare menar att detta var en hämnd från Vladimir Putin efter Wagnergruppens uppror.
Avlidna:
- Jevgenij Prigozjin
- Dmitrij Utkin, medgrundare till Wagnergruppen
- Jevgenij Makaryan, tidigare polis och Wagnermedlem sedan 2016
- Sergej Propustin, anställd i Prigozjins livvaktsstyrka
- Valerij Chekalov, ansvarig för logistik och internationella projekt för Wagnergruppens räkning
- Alexander Totmin
- Nikolaj Matuseev
- Två piloter och en flygvärdinna.